# Pürgschachenmoos
Pürgschachenmoos eller Pürgschachen-Moor är en våtmark i Österrike. Den ligger i förbundslandet Steiermark, i den centrala delen av landet nära Ardning.
I omgivningarna runt Pürgschachenmoos växer gräsmarker och längre bort blandskog.